# 拉廊海洋國家公園
拉廊海洋國家公園位於泰国南部拉廊府，面向安达曼海，成立於2000年10月，面積356.7平方（137.7平方英里），前身為法揚海洋（Muko Phayam）國家公園，2010年2月23日由國家公園、野生動物和植物保護局（DNP）改為目前的名稱。
拉廊海洋國家公園包括红树林、热带雨林、海灘，以及附近15個島嶼和珊瑚礁。海岸為一大片紅樹林沼澤，這裡許多巨型樹木樹齡約200年。此地擁有豐富的生物多樣性，泰國政府與聯合國教科文組織聯合宣布該地區為生物圈保护区（國際沿海和海洋生物圈保護區）。生物圈保護區面積為214.35平方公里，與拉廊海洋國家公園重疊的部分約176平方公里。國家公園內的保育類動物包括馬來穿山甲、江獺、漁貓、帶狀葉猴、白掌長臂猿、黄嘴白鹭等。2021年泰國提報「安達曼海自然保護區」為世界遗产預備名單，包含6處國家公園與保護區，拉廊海洋國家公園為其中之一。
此地適宜的旅遊季節為每年的十一月至隔年五月，可以進行划船、賞鳥、乘船遊覽紅樹林、浮潛等活動。

## 外部連結
- 泰國觀光局－穆科拉廊國家公園 （页面存档备份，存于）（英文）
- 泰國旅遊與體育部－穆科拉廊國家公園 （页面存档备份，存于）（英文）